# Tindfjallajökull
Le Tindfjallajökull est un glacier d'Islande situé dans le sud du pays, à proximité du Mýrdalsjökull, un autre grand glacier, et de la vallée de Þórsmörk. Ne mesurant que 19 km2 ce qui en fait l'un des glaciers les plus petits de l'Islande, il recouvre en partie le sommet et la caldeira du volcan Tindfjöll.

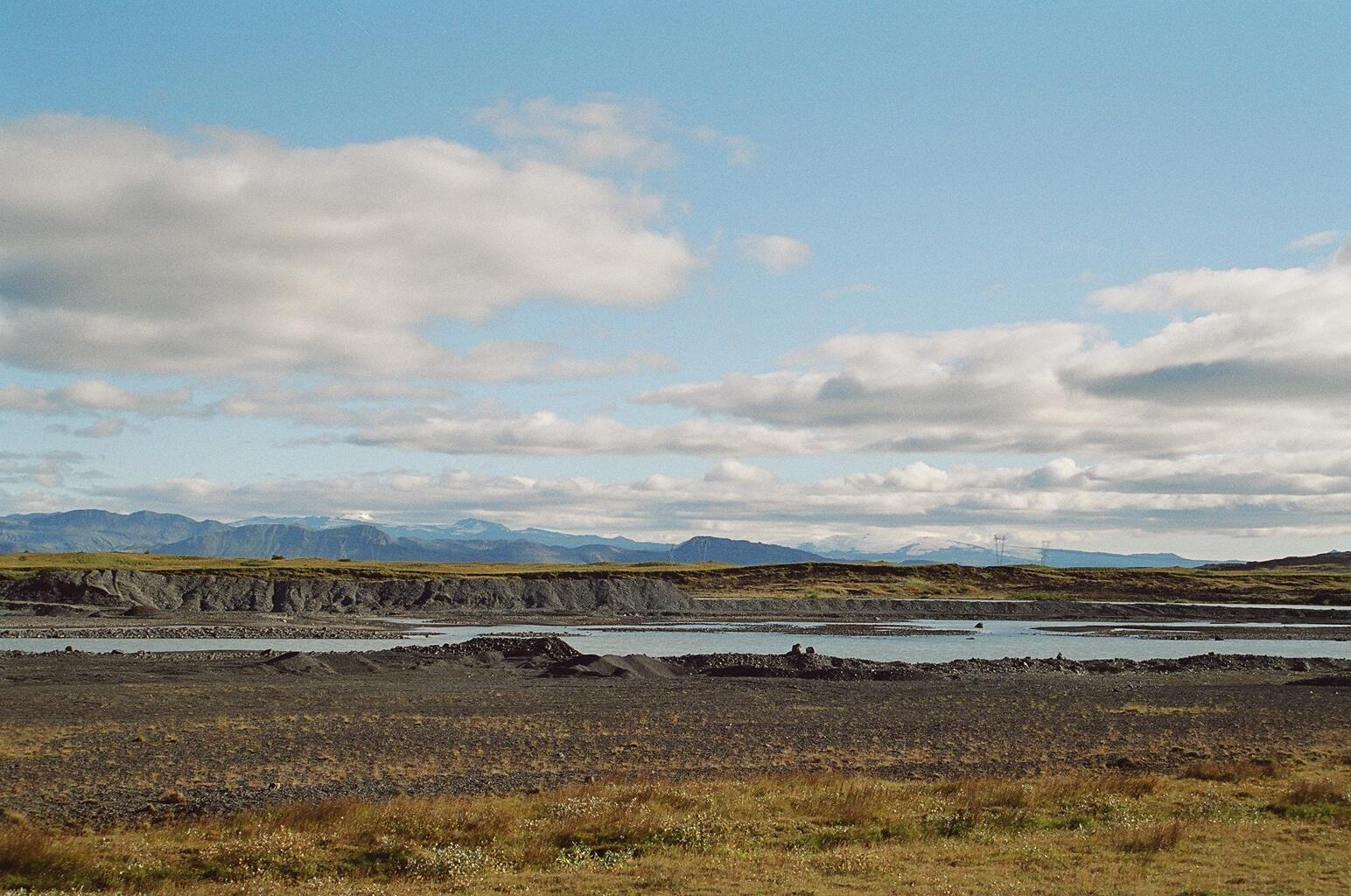
Le Tindfjallajökull à gauche derrière le fleuve Þjórsá.